# Edward Bradford
Sir Edward Eden Bradford, GCB, GBE, CVO (10 dicembre 1858 – 25 novembre 1935), è stato un ammiraglio britannico, ufficiale della Royal Navy.
Comandò il 3rd Battle Squadron della Grand Fleet fino al maggio 1916 e scrisse la biografia dell'ammiraglio della flotta Arthur Knyvet Wilson.

## Prime esperienze
Edward Eden Bradford si arruolò nella Royal Navy come cadetto nel 1872, servendo sulle allora moderne corazzate Hercules, Monarch e Sultan nella Channel Fleet. Nel 1876 fu promosso guardiamarina e servì a bordo della pirofregata Doris, della pirocorvetta Danae e della pirofregata in ferro Raleigh, a bordo della quale, il 14 novembre 1878, passò l'esame da tenente.
Bradford fu poi nominato primo ufficiale della corvetta di ricerca Sandfly. Nell'ottobre 1880, mentre venivano svolte ricerche a terra sulle Isole Salomone, il comandante della Sandfly, il tenente Bower, e cinque membri dell'equipaggio furono uccisi da nativi. Bradford prese il comando della Sandfly, recuperò i corpi dei compagni e punì i nativi bruciando il loro villaggio. Questi accadimenti portarono alla sua promozione a tenente nel dicembre 1880.
Bradford fu imbarcato sull'antiquata fregata corazzata Achilles dal 1881 al 1883 e prese parte su di essa alla guerra anglo-egiziana nel 1882, in cui fu decorato.
Dal 1883 al 1891 servì nel comando cinese a bordo nella pirocorvetta Sapphire e dell'avviso Mutine. Durante il servizio sul Mutine il 20 gennaio 1891 fu nominato temporaneamente capitano di fregata.
Nel 1886 Bradford vinse la medaglia d'argento del Royal United Services Institute per il suo saggio The Maritime Defence of the United Kingdom (including its Colonies and Dependencies), and its Trade, in a War with a Great Maritime Power, in italiano "La difesa marittima del Regno Unito (incluse colonie e dipendenze) e del suo commercio in una guerra contro una grande potenza navale", che fu pubblicato sulla rivista dell'istituzione.
Dal 1894 al 1896 Bradford servì come capitano di fregata sulla HMS Boadicea, ammiraglia della squadra delle Indie Orientali.
Bradford sposò la moglie Sheila nel giugno 1896.

## Capitano di Vascello
Bradford fu promosso capitano di vascello nel 1899. Pubblicò nel 1900 un saggio intitolato Remarks on Organisation and Coaling, in italiano "Osservazioni sull'organizzazione ed il rifornimento di carbone". Bradford servì l'ammiraglio Sir Arthur Wilson come capitano dell'ammiraglia sulle corazzate Majestic, Revenge ed Exmouth.
Bradford fu commodoro delle Royal Naval Barracks di Chatham dal 1907 al 1908.

## Ammiraglio
Bradford fu nominato contrammiraglio della Home Fleet, ed ebbe come ammiraglia la corazzata classe King Edward VII HMS Hibernia.
Dal 1911 al 1913 comandò la squadra d'addestramento a bordo dell'incrociatore corazzato Leviathan.
Bradford fu promosso viceammiraglio e gli fu dato il comando del 3rd Battle Squadron, issando la sua bandiera sulla corazzata King Edward VII. Il 3rd Battle Squadron supportò l'ammiraglio Beatty nella battaglia di Dogger Bank e fu distaccato dalla Grand Fleet nel maggio 1916.
Bradford fu nominato Cavaliere Commendatore dell'Ordine del Bagno (KCB) nel 1916.

## Ritiro
A sua richiesta, Bradford andò in pensione nel 1918 con il grado di ammiraglio.
Bradford fu nominato Cavaliere di Gran Croce dell'Ordine dell'Impero Britannico (GBE) il 1 gennaio 1930.

## Onorificenze
| Nastro | Onorificenza                                               | Sigla |
| ------ | ---------------------------------------------------------- | ----- |
|        | Cavaliere di Gran Croce dell'Ordine del Bagno              | GCB   |
|        | Cavaliere di Gran Croce dell'Ordine dell'impero Britannico | GBE   |
|        | Commendatore dell'Ordine Reale Vittoriano                  | CVO   |